# Almirante Padilla
Almirante Padilla is een gemeente in de Venezolaanse staat Zulia. De gemeente telt 12.700 inwoners. De hoofdplaats is El Toro.